# 8837 London
8837 London este o planetă minoră (asteroid), cu un diametru de 2,443 km, din centura de asteroizi. A fost descoperită pe 7 octombrie 1989 la Observatorul European Austral de Eric Walter Elst și a fost numită după Londra. 
Obiectul prezintă o orbită caracterizată de o semiaxă mare de 2,2240893 UAi, o excentricitate de 0,12, o înclinație de 5,50246 ° în raport cu ecliptica.